# Kamliúkovo
Kamliúkovo (en rus: Камлюково) és un poble de Kabardino-Balkària, a Rússia, que el 2019 tenia 2.282 habitants. Pertany al districte rural de Zalukókoaje.